# Drzewica (gmina)

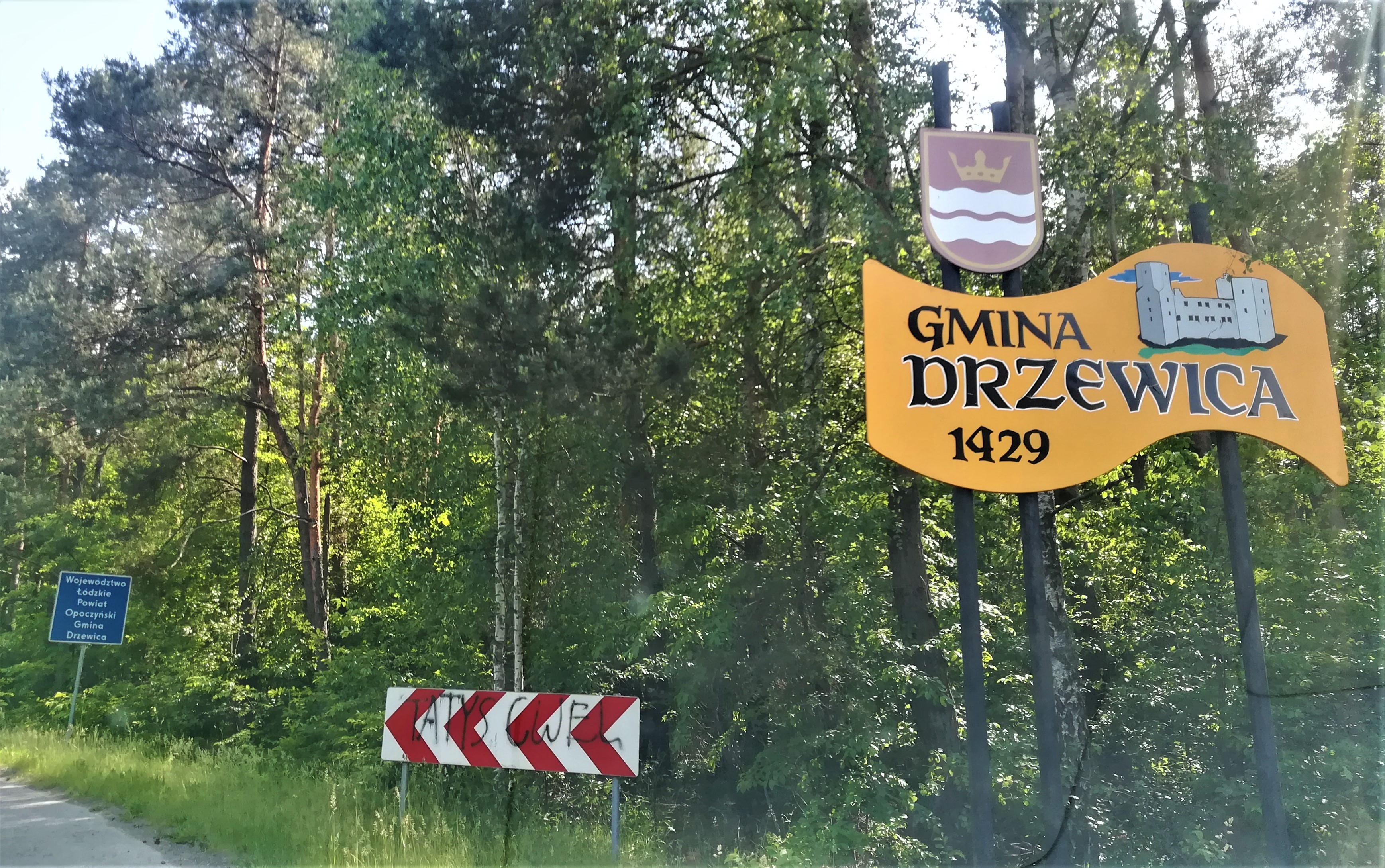
Wjazd na teren gminy od strony Ossy

Drzewica (do 1870 gmina Radzice) – gmina miejsko-wiejska w województwie łódzkim, w powiecie opoczyńskim. W latach 1975–1998 gmina położona była w województwie radomskim.
Siedziba gminy to Drzewica.
Według danych z 31 grudnia 2007 gminę zamieszkiwało 11 076 osób. Natomiast według danych z 31 grudnia 2019 roku gminę zamieszkiwały 10 424 osoby.

## Struktura powierzchni
Według danych z roku 2007 gmina Drzewica ma obszar 118,19 km², w tym:
- użytki rolne: 60%
- użytki leśne: 33%

Gmina stanowi 11,4% powierzchni powiatu opoczyńskiego.

## Demografia

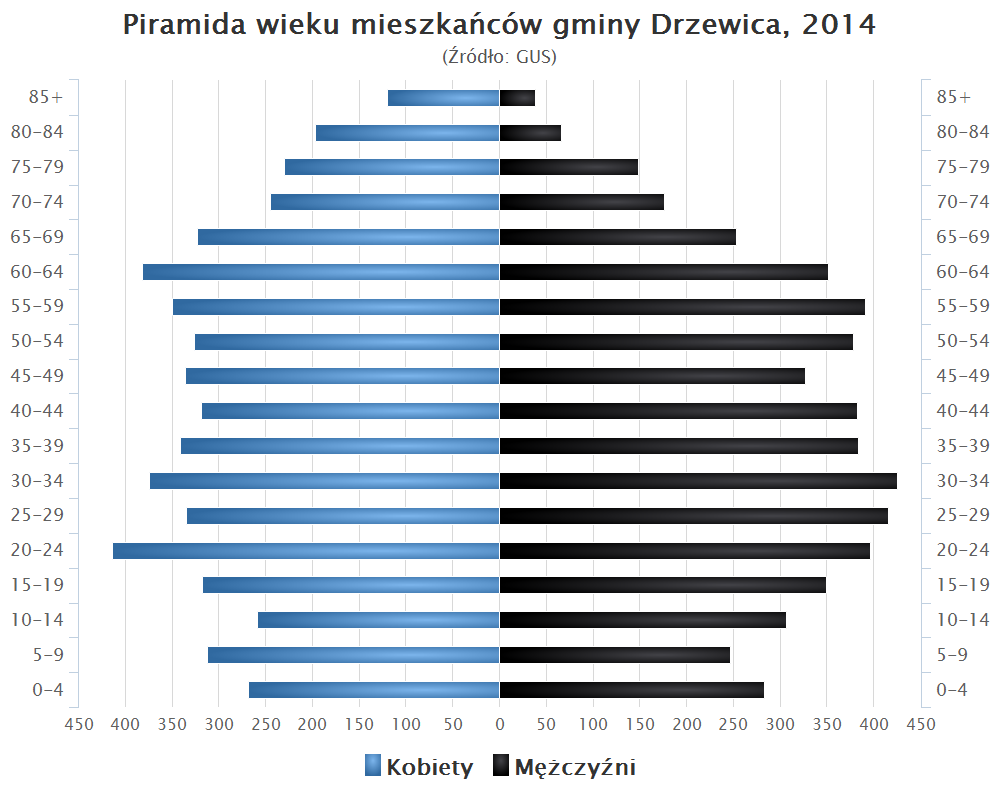
Piramida wieku mieszkańców gminy Drzewica w 2014 roku

Dane z 31 grudnia 2007:
| Opis                              | Ogółem | Ogółem | Kobiety | Kobiety | Mężczyźni | Mężczyźni |
| --------------------------------- | ------ | ------ | ------- | ------- | --------- | --------- |
| jednostka                         | osób   | %      | osób    | %       | osób      | %         |
| populacja                         | 11076  | 100    | 5629    | 50,8    | 5447      | 49,2      |
| gęstość zaludnienia (mieszk./km²) | 94     | 94     | 48      | 48      | 46        | 46        |

## Sołectwa
Brzustowiec, Brzuza, Dąbrówka, Domaszno, Giełzów, Idzikowice, Jelnia-Augustów, Krzczonów, Radzice Duże, Radzice Małe, Strzyżów, Trzebina, Werówka, Zakościele, Żardki, Żdżary.
Miejscowości bez statusu sołectwa:  Świerczyna

## Sąsiednie gminy
Gielniów, Odrzywół, Opoczno, Poświętne, Rusinów